# زمین‌لرزه ۱۹۸۹ تاجیکستان
زمین‌لرزه تاجیکستان  در تاریخ ۲۲ ژانویه ۱۹۸۹ میلادی، برابر با ‎۲ بهمن ۱۳۶۷، ساعت ۲۳:۰۲:۰۷ به زمان یوتی‌سی در تاجیکستان رخ داد. ژرفای این زلزله ۲٫۲ کیلومتر بود، و بزرگی آن ۵٫۳ در مقیاس Mb اعلام شده‌است. زمین‌لرزه به وقت محلی در روز دوشنبه، ساعت ۵ روی داده و منطقه زمانی آن یوتی‌سی +۶ بوده‌است .
سازمان زمین‌شناسی آمریکا نیز رومرکز این زمین‌لرزه را در مختصات ۳۸°۲۷′۵۴″شمالی ۶۸°۴۱′۳۸″شرقی / ۳۸٫۴۶۵°شمالی ۶۸٫۶۹۴°شرقی و ژرفای آن را در ۳۳ کیلومتر گزارش کرده‌است. بزرگی برگزیدهٔ این سازمان از میان بزرگی‌های محاسبه‌شدهٔ مختلف ۵٫۳ در مقیاس Mb بوده و از دید اثر، در میان چهار دسته‌بندی «نامحسوس»، «محسوس»، «زیان‌آور» یا «با تلفات»، زلزله را «با تلفات» اعلام کرده‌است.رانش زمین در آن به وجود آمده‌است.
تعداد زخمیان ۵۱ نفر برآورده شده‌است.